# Graea
Graea Thorell, 1869 è un genere di ragni fossili appartenente alla famiglia Araneidae.

## Caratteristiche
Genere fossile risalente al Paleogene. I ragni sono costituiti da parti molli molto difficili da conservare dopo la morte; infatti i pochi resti fossili di aracnidi sono dovuti a condizioni eccezionali di seppellimento e solidificazione dei sedimenti.

## Distribuzione
Delle 12 specie ben 11 sono state rinvenute in varie ambre baltiche; la sola Graea bitterfeldensis è stata reperita in un'ambra di Bitterfeld.

## Tassonomia
L'attribuzione della sottofamiglia di appartenenza è un po' dubbia, anche per i pochi resti trovati, tanto da far ritenere il genere quale incertae sedis.
A maggio 2014, di questo genere fossile sono note 12 specie:
- Graea aberrans Wunderlich, 2004h?[1] †, Paleogene
- Graea bitterfeldensis Wunderlich, 2004h †, Paleogene
- Graea breviembolus Wunderlich, 2004h †, Paleogene
- Graea brevis Wunderlich, 2004h †, Paleogene
- Graea calceatus (Petrunkevitch, 1950) †, Paleogene
- Graea epeiroidea (C. L. Koch & Berendt, 1854)[3] †, Paleogene
- Graea impudica Wunderlich, 2004h †, Paleogene
- Graea lingula Wunderlich, 2004h †, Paleogene
- Graea magnocoli Wunderlich, 2012c †, Paleogene
- Graea minor (Petrunkevitch, 1950) †, Paleogene
- Graea setosa (Petrunkevitch, 1942) †, Paleogene
- Graea succini Petrunkevitch, 1942 †, Paleogene